# یانگیتاو
یانگیتاو (انگلیسی: Yangitau) یک شهرک در شهرستان بیرسکی باشقیرستان کشور روسیه است.